# Night Fantasies
Night Fantasies est une œuvre pour piano d'Elliott Carter. Composée en 1979-1980 sur une commande des pianistes Paul Jacobs, Gilbert Kalish, Ursula Oppens et Charles Rosen, elle est créée par Ursula Oppens en 1980.

## Analyse
D'un seul tenant dans l'esprit des Kreisleriana de Robert Schumann qui se voit succéder différents états d'âme ou sentiments enchainés, la composition vise à traduire le caractère versatile et fantasque de l'imagination pendant une insomnie. Tout à la fois de structure rigoureuse et d'aspect improvisé, Night Fantasies est une suite de trios rapides fantastico, appassionato et de trios lents lento mettant en valeur d'une part une palette large de sonorités, de dynamiques et de modes de jeu, une organisation harmonique originale fondée sur quatre-vingt huit accords qui superposent chacun un intervalle à son renversement et d'autre part une grande complexité rythmique.

## Discographie sélective
- Sonate pour piano, Night Fantaisies par Charles Rosen. Harmonia Mundi 1982

## Source
François-René Tranchefort (dir.), Guide de la musique de piano et de clavecin, Paris, Fayard, coll. « Les indispensables de la musique », 1987, 870 p. (ISBN 978-2213016399, BNF 34978617)